# Ludwigsstadt
Ludwigsstadt  är en stad i Landkreis Kronach i Regierungsbezirk Oberfranken i förbundslandet Bayern i Tyskland.